# 3ª Brigata meccanizzata pesante "Ferro"
La 3ª Brigata meccanizzata pesante autonoma "Ferro" (in ucraino 3-тя окрема важка механізована Залізна бригада?, 3-tja okrema važka mechanizovana Zalizna bryhada, unità militare А2573) è un'unità di fanteria meccanizzata e corazzata delle Forze terrestri ucraine, subordinata al Comando operativo "Est" e con base a Jarmolynci.

## Storia
La brigata è stata creata il 1º gennaio 2016 come 3ª Brigata corazzata autonoma (in ucraino 3-тя окрема танкова бригада?, 3-tja okrema tankova bryhada) della riserva. In tempo di pace era mantenuta a ranghi ridotti con la sola presenza degli ufficiali professionisti. Nell'estate del 2018 oltre 3000 riservisti sono stati richiamati per prendere parte all'esercitazione "Fortezza del Nord-2018" insieme alla 1ª Brigata corazzata "Severia". Sono stati formati tre battaglioni corazzati presso Hončarivs'ke, Bila Cerkva e Novohrad-Volyns'kyj. Il 28 maggio 2018 l'ufficio stampa della brigata ha annunciato che lo stato maggiore auspicava di poter in futuro trasferire l'unità dalla riserva all'esercito professionale, portandola tramite una serie di addestramenti a raggiungere gli standard di interoperabilità della NATO.
In seguito all'invasione russa dell'Ucraina del 2022 la brigata è stata interamente mobilitata e ha preso parte ai combattimenti a partire dal mese di marzo. Durante l'offensiva russa del Donbass è stata trasferita a difesa di Charkiv. In particolare ad aprile è stata impiegata nella battaglia di Izjum. Il 24 agosto 2022 le è stato ufficialmente assegnato il titolo di "Ferro". A dicembre è stata schierata nell'area di Bachmut, a supporto della 58ª Brigata motorizzata nella difesa di Kurdjumivka. Il suo secondo battaglione è stato invece impiegato nell'area a nord di Kup"jans'k.
Nel corso del 2023 i suoi tre battaglioni hanno operato in modo completamente separato: uno nel settore di Kup"jans'k, uno nei pressi di Bachmut e uno nella regione di Zaporižžja. All'inizio del 2024 è stato trasferito alla brigata il 36º Battaglione fucilieri, in precedenza subordinato alla 61ª Brigata meccanizzata. Nel giugno 2025 la brigata è stata trasferita dall'11º al 16º Corpo d'armata, recentemente costituito. A luglio è stata riorganizzata come brigata meccanizzata pesante, facendo seguito alla 1ª, 5ª, 17ª e 117ª Brigata, cedendo un battaglione corazzato e guadagnando un battaglione meccanizzato.

## Struttura
- Comando di brigata[15]
- 9º Battaglione corazzato
- 10º Battaglione corazzato
- 11º Battaglione corazzato
- Battaglione meccanizzato (BMP-1)
- 1º Battaglione fucilieri
- 2º Battaglione fucilieri
- 36º Battaglione fucilieri (Chmel'nyc'kyj, unità militare А4058)[16]
- Compagnia sistemi senza pilota
- Gruppo d'artiglieria
  - Batteria acquisizione obiettivi
  - 1º Battaglione artiglieria semovente (2S1 Gvozdika)
  - 2º Battaglione artiglieria semovente (2S3 Akatsiya)
  - 30º Battaglione artiglieria lanciarazzi (BM-21 Grad)
  - Battaglione artiglieria controcarri (FGM-148 Javelin)
- Battaglione artiglieria missilistica contraerei (ZU-23, 9K38 Igla e FIM-92 Stinger)
- Battaglione genio
- Battaglione manutenzione
- Battaglione logistico
- Compagnia ricognizione
- Compagnia comunicazioni
- Compagnia radar
- Compagnia difesa NBC
- Compagnia medica
- Plotone comando
- Plotone cecchini

## Comandanti
- Tenente colonnello Volodymyr Fedčenko (2019 - 2021)[17]
- Colonnello Roman Šeremet (2021 - in carica)[18]